# Tawhida Hanim
Tawhida Hanim (in arabo توحيدة هانم‎?, in turco Tevhide Hanim, "colei che crede"; Il Cairo, 2 agosto 1850 – Il Cairo, 3 ottobre 1888) è stata una principessa egiziana, figlia del chedivè Isma'il Pasha.

## Origini
Tawhida Hanim nacque a Il Cairo, nel Chedivato d'Egitto, il 2 agosto 1850. Era la figlia maggiore del chedivè Isma'il Pasha, nata dalla prima delle sue consorti, Shehret Feza Hanim. Aveva una sorella minore, Fatima Hanim, tre anni più giovane.
Era descritta come bella, magra e di media statura, con lunghi capelli ramati, occhi verdi, molto fascino e una notevole intelligenza. 

## Fidanzamento
Suo padre e sua nonna Hoshiyar Qadin erano in buoni rapporti con l'Impero Ottomano e con il sultano, Abdülaziz, e sua madre, la Valide Pertevniyal Sultan, i quali gli avevano aiutati in una questione dinastica.
Nel 1865 Tawhida venne mandata ospite alla corte ottomana di Istanbul, dove soggiornò nell'harem di Abdülaziz a Palazzo Dolmabahçe. Nel 1866 il sultano Abdülaziz la notò e progettò di chiederla in moglie. Il suo Gran Visir, Mehmed Füad Paşah, era contrario al matrimonio, che a suo parere avrebbe offerto un vantaggio eccessivo all'Egitto. Scrisse le sue obiezioni in una nota che consegnò al Gran Ciambellano, il quale, invece di consegnarla ad Abdülaziz, gliela lesse in pubblico, umiliandolo. Il sultano abbandonò il proposito di sposare la principessa, Füad fu licenziato e Tawhida rimandata in Egitto. 

## Matrimonio
Tornata in patria, fece amicizia con una ragazza della famiglia Yeghen, figlia di Ahmad Pasha e sua lontana cugina, in quanto discendente di un fratello del bisnonno di Tawhida, Mehmet Ali. Le due ragazze condividevano l'amore per la poesia e amavano leggersi l'un l'altra componimenti poetici di grandi autori o composti da loro stesse. Sottoponevano questi ultimi alla critica del fratello maggiore della ragazza Yeghen, Mansur Yeghen Pasha, il quali li restituiva accompagnati da lunghi commenti magnificamente scritti.
Tawhida, pur non avendolo mai visto, si innamorò delle idee espresse da Mansur in quei commenti e decise di voler sposare il loro autore. Chiese al padre, il quale le rispose che Mansur era uno sposo appropriato per posizione e famiglia, ma troppo vecchio per lei, essendo vicino alla mezza età mentre la principessa aveva meno di vent'anni. Disperata, Tawhida chiese aiuto alla matrigna a cui era più legata, la terza consorte Jeshm Afet Hanim, con cui era più a suo agio che con la sua madre naturale. Insieme, convinsero Isma'il ad acconsentire alle nozze. 
Il matrimonio, splendido e ricco di intrattenitori sia nativi che europei, si tenne nell'aprile 1869 a Palazzo Abdin. Si esibirono famosi musicisti, fra cui un takht (gruppo maschile) composto da Al-Laysi, Al-Hamuli e Al-Qaftanji, un awalim (gruppo femminile), che includeva Almas e Sakina, l'orchestra francese di Seraphin Manesse e il famoso hawi (mago) Mehmed Şukri. I doni di nozze includevano tre tavoli coperti di gioielli.
Secondo l'antica tradizione, Tawhida passò sette giorni chiusa nella casa del marito e all'ottavo si recò a trovare i suoi genitori. In quell'occasione, parve a tutti radiosa, ma rimasta sola con Jeshm Afet Hanim scoppiò in lacrime, ammettendo che suo padre aveva avuto ragione.
Tuttavia, non chiese mai il divorzio, ma anzi si mostrò sempre felice, rispettosa e amorevole col marito, anche se con gli anni divenne sempre più capricciosa e lamentosa. Ebbe dal marito un figlio e tre figlie.

## Morte
Tawhida Hanim morì il 3 ottobre 1888. È ignoto dove sia stata sepolta. 

## Discendenza
Dal suo matrimonio, Tawhida ebbe un figlio e tre figlie:
- Qadri Bey, morto infante.
- Saniya Hanim. Sposò Davud Pasha, nipote di Muhammad Ali Pasha il Giovane, ed ebbe quattro figli.
- Bahiya Hanim. Sposò Aziz Izzet Pasha, ambasciatore egiziano a Londra sotto Fuad I e reggente di Farouk, ed ebbe due figli e una figlia.
- Wahida Hanim.

## Albero genealogico
|                    |   |                | Genitori |  |  | Nonni |  |  | Bisnonni   |  |  | Trisnonni    |  |
|                    |   |                |          |  |  |       |  |  | Mehmet Ali |  |  | Ibrahim Agha |  |
|                    |   |                |          |  |  |       |  |  | Mehmet Ali |  |  | Ibrahim Agha |  |
|                    |   | Zeynep         |          |  |  |       |  |  | Mehmet Ali |  |  |              |  |
| Ibrāhīm Pascià     |   |                |          |  |  |       |  |  | Mehmet Ali |  |  |              |  |
|                    |   | Amina Nosratli | …        |  |  |       |  |  |            |  |  |              |  |
|                    |   | Amina Nosratli | …        |  |  |       |  |  |            |  |  |              |  |
|                    |   | Amina Nosratli | …        |  |  |       |  |  |            |  |  |              |  |
| Isma'il Pascià     |   | Amina Nosratli |          |  |  |       |  |  |            |  |  |              |  |
|                    |   | …              | …        |  |  |       |  |  |            |  |  |              |  |
|                    |   | …              | …        |  |  |       |  |  |            |  |  |              |  |
|                    |   | …              | …        |  |  |       |  |  |            |  |  |              |  |
| Hoshiar Walda      |   | …              |          |  |  |       |  |  |            |  |  |              |  |
|                    |   | …              | …        |  |  |       |  |  |            |  |  |              |  |
|                    |   | …              | …        |  |  |       |  |  |            |  |  |              |  |
|                    |   | …              | …        |  |  |       |  |  |            |  |  |              |  |
| Tawhida Hanim      |   | …              |          |  |  |       |  |  |            |  |  |              |  |
|                    | … | …              |          |  |  |       |  |  |            |  |  |              |  |
|                    | … | …              |          |  |  |       |  |  |            |  |  |              |  |
|                    | … | …              |          |  |  |       |  |  |            |  |  |              |  |
| …                  | … |                |          |  |  |       |  |  |            |  |  |              |  |
|                    |   | …              | …        |  |  |       |  |  |            |  |  |              |  |
|                    |   | …              | …        |  |  |       |  |  |            |  |  |              |  |
|                    |   | …              | …        |  |  |       |  |  |            |  |  |              |  |
| Shehret Feza Hanim |   | …              |          |  |  |       |  |  |            |  |  |              |  |
|                    |   | …              | …        |  |  |       |  |  |            |  |  |              |  |
|                    |   | …              | …        |  |  |       |  |  |            |  |  |              |  |
|                    |   | …              | …        |  |  |       |  |  |            |  |  |              |  |
| …                  |   | …              |          |  |  |       |  |  |            |  |  |              |  |
|                    |   | …              | …        |  |  |       |  |  |            |  |  |              |  |
|                    |   | …              | …        |  |  |       |  |  |            |  |  |              |  |
|                    |   | …              | …        |  |  |       |  |  |            |  |  |              |  |
|                    |   | …              |          |  |  |       |  |  |            |  |  |              |  |